# Фокер C.X
Фокер C.X је вишенаменски авион направљен у Холандији. Авион је први пут полетео 1934. године.

## Пројектовање и развој
Циљ пројектовања овог авиона је био да се замени већ застарели извиђачки авион Фокер C.V и да се повећа долет овог авиона у односу на његовог претходника. Концептуално се није много променило, био је то двокрилац (сескуиплан), мешовите конструкције, двосед, повећаних димензија са већом снагом мотора, побољшаном аеродинамиком о бољим перформансама. Предвиђено је да може да понесе већи товар бомби тако да може да служи и као лаки бомбардер.

## Технички опис
Труп му је елиптичног попречног пресека. Носећа конструкција трупа је направљена од заварених челичних цеви високе чврстоће. Дијагонале за учвршћење рамова су од челичних цеви у пределу од мотора до иза другог кокпита, у наставку према репу дијагонале су жичане. Прамац трупа у пределу мотора до кабине пилота је овалан и обложен алуминијумским лимом. Алуминијумским лимом је обложена горња страна трупа све до репа авиона. Изван лимене облоге, цео труп је обложен импрегнираним платном. Пилот је седео у кокпиту који је имао настрешницу од плексигласа. Прегледност из пилотске кабине је била добра јер се хладњак налазио испод мотора. Фиксни митраљез је био у хаптичком пољу пилота, тако да је могао интервенисати кад дође до његовог застоја у раду. У другом кокпиту у коме се налази осматрач налази се на обртном постољу један митраљез за заштиту задње сфере авиона.
Погонска група овог авиона чине мотор и метална двокрака или трокрака елиса фиксног корака. Избор мотора који су се уграђивали у овај авион је углавном био: течношћу хлађени линијски мотори V распореда цилиндара Hispano-Suiza снаге од 650 KS, 860 KS и 925 KS;  Rolls-Royce Kestrel VII снаге од 650 KS; и радијални ваздухом хлађени мотор Bristol Pegasus XII или XXI снаге од 835 KS. Код авиона са течношћу хлађеним мотором, хладњак расхладне течности се налази испод трупа авиона.
Авион Фокер C.Х је двокрилац. Горње крило му је једноделно трапезног облика, са полукружним завршетком и средње дебљине. Конструкција крила је дрвена са две рамењаче. Предња рамењача са нападном ивицом крила чини торзиону кутију. Крила су пресвучена импрегнираним платном. На средини је крило најдебље а према крајевима та дебљина се смањује. Горње крило је балдахином повезано са трупом авиона. Предња рамењача се са четири подупирача ослања на труп (по два са сваке стране трупа) а задња рамењача се са два подупирача ослања на труп (по један са сваке стране). На крајевима, крила су међусобно повезана упорницама у облику латиничног слава N. Подупирачи и упорнице су направљени од челичних цеви. Крила између себе имају затезаче од челичних жица које у лету стварају додатни аеродинамички отпор. Елерони се налазе само на горњем крилу и заузимају више од 1/3 размаха крила. Конструкција је цевасти челични оквир и челичне цеви као ребра, облога је од платна. Управљање елеронима је помоћу сајли за управљање. Доње крило је исте конструкције као и горње, али има мањи размах и ширину (сескуиплан). Доња крила су конзолно везана за труп авиона и за њих су причвршћени подвесни носачи бомби. Горње крило је било померено ка кљуну авиона у односу на доње.
Кормило правца и висине су формирани од цевасте челичне конструкције прекривене тканином. Хоризонтални стабилизатор је одоздо био ослоњен са подупирачем на труп авиона а са горње стране затезачем учвршћен за вертикални стабилизатор.
Стајни трап се састојао од два главна независна точка која су троугластим виљушкама били веезани за труп авиона. У предњем носачу виљушке се налазио уљно пнеуматски амотизер који је ублажавао ударна оптерећења при слетаљу авиона. На репу авиона је био постављен самоподесиви точак као трећа ослона тачка авиона.
Наоружање овог авиона се састојало од: 2 митраљеза калибра 7,9 mm. Једам митраљез је био фиксан, синхронизован са елисом јер је пуцао кроз обртно поље елисе. Други митраљез је био постављен на обртно постоље у кокпиту посматрача. Поред стрељачког наоружања авион је могао да понесе до 400 kg бомби и то: 4 х 100 kg, или 8 x 50 kg или 16 x 25 kg. У три авиона овог модела је уграђен топ калибра 20 mm, који је пуцао кроз вратило елисе (посебна поруџбина).

## Верзије
- - Авион са линијским мотором направљен за Холандско ваздухопловство.
- - четири комада направљено за Финску са радијалним мотором Бристол
- - модел са модификованим крилом, производио се по лиценци у Финској.
- - 5 авиона састављених у Финској од резервних делова.

## Оперативно коришћење
Производња авиона Фокер C.X је почела 1935. године и укупно је направљено 79 авиона овог модела. Од тог броја 39 је произведено у Фокеровој фабрици у Амстердаму а 35 је по лиценци направљено у Финској. Од авиона произведених у Фокеру 21 је испоручен Холандском ратном ваздухопловству, 14 Холандској источној Индији а 4 Финској. Авиони коришћени у Холандији су трајали до Немачке окупације Холандије 1940. а они у Холандској источној Индији су коришћени до 1942. године тј. до Јапанске окупације Индонезије. Авиони C.X су се најдуже користили у Финској све до 1958. године када је расходован последњи авион овог модела.
Прво коришћење C.X у ратним операцијама било је 1937. године у Шпанском грађанском рату, затим у Финско-совјетском рату 1939 
и у Другом светском рату при нападу Немачке на Холандију. Заробљене авионе C.X, Немци су користили на Источном фронту за ноћно бомбардовање и узнемиравање противника.
Све време свог коришћења C.X је коришћен за стратешка извиђања, намена за који је и пројектован али је масовно коришћен као лаки бомбардер. У Финској је са успехом коишћен и као обрушавајући бомбардер а у Холандији за бомбардовање из ниског лета.

## Земље које су користиле авион
| - Холандија - Финска - Нацистичка Немачка | - Шпанија - Швајцарска - Јапан |